# Wolfgang Matthies
Wolfgang „Potti“ Matthies (* 17. Juli 1953 in Ost-Berlin) ist ein ehemaliger deutscher Fußballspieler. Er war in seiner Spielerkarriere u. a. für den 1. FC Union Berlin und den 1. FC Magdeburg als Torwart aktiv.

## Karriere

### 1961–1971: Jugend
Matthies begann das Fußballspielen 1961 bei der SG Adlershof im Ost-Berliner Stadtbezirk Treptow. Zunächst spielte er im Feld auf der Position des Linksaußen, wechselte dann jedoch ins Tor, nachdem sich der Stammtorhüter verletzt hatte. Sieben Jahre später ging er zum FC Vorwärts Berlin und blieb dort bis 1971. Danach schloss er sich dem 1. FC Union Berlin an.

### 1971–1983: Debüt bei Union und Aufstieg zum Idol
Bei Union kam er bis 1973 in der zweiten Mannschaft zum Einsatz und schloss parallel seine Ausbildung zum Elektromonteur ab. Am 15. September 1974 bestritt Matthies beim 4:0-Sieg gegen die BSG Aufbau Schwedt sein Pflichtspieldebüt für die erste Mannschaft, die zu dieser Zeit in der zweitklassigen DDR-Liga spielte. Er kam bis zum Ende der Saison noch auf weitere sechs Ligaspiele und wurde auch in der anschließenden Aufstiegsrunde vier Mal eingesetzt. Da Union 1975 mit Platz 5 in der Aufstiegsrunde die Oberliga nicht erreichte, spielte Matthies auch 1975/1976 zweitklassig. Inzwischen hatte er die Position des Stammtorwarts von seinem Vorgänger Gerhard Weiß übernommen. Erneut erreichte er mit Union den Ligastaffelsieg und war dieses Mal auch in der Aufstiegsrunde erfolgreich.
In den folgenden Jahren wurde „Potti“ fester Bestandteil der Union-Mannschaft: Vom ersten Spieltag der Spielzeit 1976/1977 bis zum siebten Spieltag der Oberligasaison 1979/1980 stand er ununterbrochen im Union-Tor. Zwischen November 1976 und August 1977 hütete Matthies – oft im Wechsel mit Bernd Jakubowski – das Auswahltor der DDR-B-Nationalmannschaft. Im Herbst 1979 wurde er zum Armeedienst eingezogen. In den folgenden eineinhalb Jahren erhielt er die Gelegenheit, sich als Spielertrainer bei der ASG Vorwärts Fünfeichen bei Neubrandenburg fit zu halten. Ab Sommer 1981 stand Matthies wieder bei Union im Tor. Seine Mannschaft spielte zu diesem Zeitpunkt wieder in der DDR-Liga, schaffte aber in dieser Saison die Rückkehr in die Oberliga. Mit seiner erstklassigen Leistung wurde er zum Publikumsliebling und wurde sowohl 1982 als auch 1983 zum „Unioner des Jahres“ gewählt.

### 1983–1988: Wechsel zum 1. FC Magdeburg und Rückkehr
Im Laufe der Saison 1982/83 hatte sich Matthies mit seinem Trainer Harry Nippert dermaßen überworfen, dass er zum Ende der Spielzeit den 1. FC Union verließ und sich dem frischgebackenen FDGB-Pokalsieger 1. FC Magdeburg anschloss. Dort war er zunächst als Reservetorhüter hinter Dirk Heyne vorgesehen, als sich dieser aber 1984 verletzte, stand Matthies für einige Monate im Magdeburger Tor. Da er später aber selbst mehrfach verletzt wurde, lief er insgesamt nur 15-mal für die Oberligamannschaft auf. Nach zwei Jahren in Magdeburg kehrte Matthies im Sommer 1985 wieder zu Union zurück.

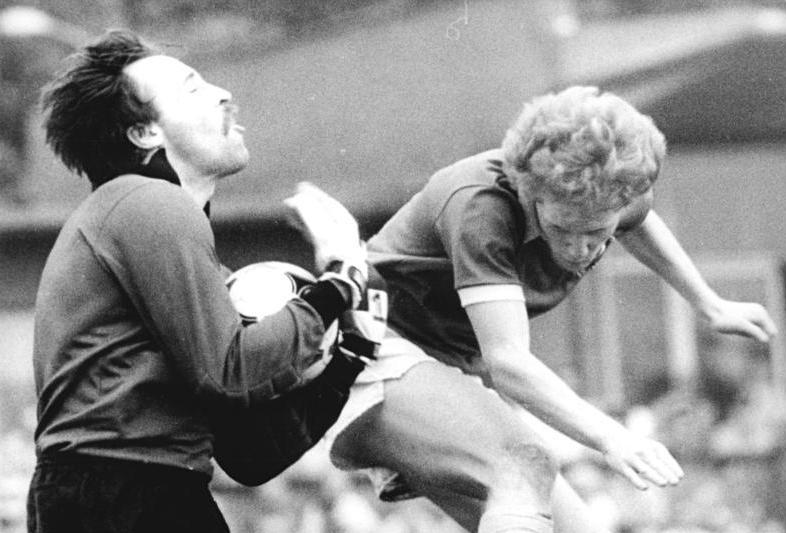
FDGB-Pokal-Halbfinale am 17. Mai 1986
Union – Dynamo Dresden 4:3:
Matthies rettet vor dem Dresdner Sammer

Sofort war er wieder die Nummer eins im Union-Tor, und als gefeierter Rückkehrer wählten ihn die Unionfans 1986 erneut zum „Unioner des Jahres“, auch 1987 wurde ihm diese Ehre zuteil. 1986 hätte es für Wolfgang Matthies fast zu einem sportlichen Titelgewinn gereicht, doch im Endspiel um den FDGB-Pokal unterlag Union mit Matthies im Tor dem 1. FC Lokomotive Leipzig mit 1:5. Nach der Saison 1986/1987 verabschiedete sich „Potti“ eigentlich bereits vom Leistungssport und wechselte zum Köpenicker DDR-Ligisten BSG KWO Berlin. Als sich jedoch im Februar 1988 der Unioner Stammtorhüter Steffen Schlegel am Arm verletzte, stellte sich Matthies für drei Spiele noch einmal ins Tor. Sein letztes Spiel für den 1. FC Union Berlin bestritt er am 12. März 1988 bei Stahl Brandenburg (2:3). Insgesamt absolvierte er in seinen elf Jahren bei Union 253 Pflichtspiele, davon 159 in der Oberliga, 43 in der Liga, 25 im Pokal, 20 in den Aufstiegsrunden sowie sechs im Intertoto-Pokal.

### Nach 1988: Die Zeit nach Union
Nach seinem Abschied bei Union spielte Matthies noch bis 1989 wieder bei KWO Berlin und arbeitete danach als Spielertrainer für die BSG WBK Berlin. Nach dem Fall der Berliner Mauer konnte der Trainer Gerd Achterberg vom West-Berliner Amateur-Oberligisten Reinickendorfer Füchse Matthies noch zu einem Comeback als Reservekeeper für die Füchse überreden, für die er schließlich in der Aufstiegsrunde zur 2. Fußball-Bundesliga sogar noch zum Einsatz kam. Danach wechselte er als Ersatz für den verletzten Rüdiger Plarre 1990 zum Lichterfelder FC, wo er seine aktive Karriere mit 39 Jahren aufgrund einer Bauchoperation schließlich beendete. Trotzdem spielte er weiterhin Fußball und schloss er sich der Seniorenelf des SC Charlottenburg an, welche er auch heute noch trainiert.
Am Ende des Jahres 2006 wurde er anlässlich einer Umfrage zum 40. Vereinsjubiläum des 1. FC Union zum „wertvollsten Unionspieler aller Zeiten“ gewählt.